# 氷床コア

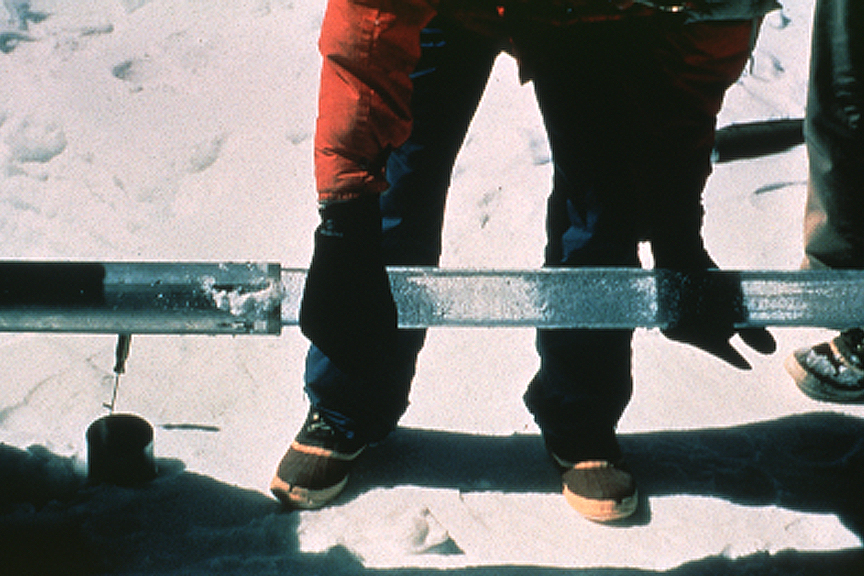
ドリル掘削機で得られた氷床コア

氷床コア（ひょうしょうコア、英語: ice core）は氷河や氷床から取り出された氷の試料のことで、古気候や古環境の研究に用いられる。氷コア、雪氷コアとよばれることもある。氷床コアを用いることで、過去の季節変化や古気候・古環境、過去の気温や大気の成分などを推定・復元することができる。氷床コアはここ80万年の地球規模の気候変化の分析において重視されている。また氷床コアの氷は一般に下に向かうにつれて古くなる。
氷床コアはコア掘削機によって南極やグリーンランドなど様々な氷床・氷河の深層に向かって掘り出されており、樹木の年輪や堆積物の年縞（年に一枚ずつ縞状に堆積したもの）など他の自然物の記録のように、気候に関する様々な情報を含んでいる。その記録は（地質学的には）短い時間だが、高精度の情報を得ることが出来る。
氷床コアの上層は一枚一年に相当するが、場合によっては一シーズンに一枚など、それぞれの年に降った雪が残っており、風成塵、火山灰、大気成分、放射性物質を含んでいる。氷の深度が深くなるにつれ、自重により一年分に相当する氷の層は厚さは薄くなり、年縞は不明瞭になってゆく。
適切な場所から得られるコアは撹乱が少ないので、数十万年にさかのぼる詳細な気候変化の記録が得られる。その記録には、気温、海水量、蒸発量、化学物質や低層大気の成分、火山活動、太陽活動、海洋の生物生産量等様々な気候に関する指標が含まれる。これらの記録は同じ層では同じ年の状態を保存しており、氷床コアを古気候研究に非常に有用なものにしている。

## 氷床コアの記録

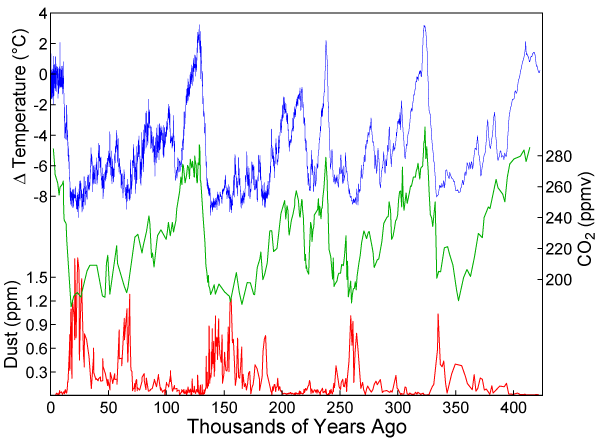
ボストークコアより復元された過去42万年の二酸化炭素濃度（緑）、再現された温度（青）と塵（赤）を示すグラフ。横軸は時間（年）

氷床コアを構成する氷中に含まれる酸素などの安定同位体の分析は、気温と世界的な海水準の変化と対比することができる。氷の気泡に含まれる含有大気を分析することによって、特に二酸化炭素等の大気組成を明らかにすることができる。火山の噴火によって同定できる特徴的な火山灰も記録されている。ベリリウム10の集積は、宇宙線の強度の変化と深い関係があり、それは太陽活動の指標となる。含まれる塵（風成塵）は砂漠化の度合いや風の強さと関係が深い。

## 年代設定
浅層コアや集積速度の速いコア上層は、層を実際に一年を示す一枚一枚を数えることによって年代を決めることが出来る。これらの層は氷の性質で視覚による判別が可能だったり、季節によって運搬様式で化学的な性質が変わること、年ごとに変動する温度を反映する同位体から決めることができる。
コアは深部に向かうにつれ、流動作用によって年層は薄くなりそれぞれの年が不明瞭になってくる。
それでも特定の出来事で同定は可能であり、コアの上部の場合核実験で放出された放射性同位体で、また火山灰はその組成から噴火した火山が特定できるので、年代を決めることが出来る。更に下部に下ると集積速度の変化・氷床流動モデルで再現することができる。

## 代表的な氷床コア

### ボストーク（Vostok）
南極のボストーク基地で掘削された最も長いコアで、43万6000年前までの古気候・古環境の情報が記録され、4つの氷期サイクルを明らかにしたが、掘削はボストーク湖の直上でストップした。このコアは氷床の頂上では掘削はされておらず、斜面上方から流れ出る巨大な氷のため、わずかに年代決定や解釈が複雑になる。
ボストークのデータはNOAAのサイトで公表されている。

### GRIP/GISP
これらの2本のコアはヨーロッパとアメリカのチームでグリーンランド氷床の頂上部で掘削され、有用な記録が過去10万年以上前までさかのぼって得られた。再現した気候史から基盤岩の数m上までは一致していることがわかった。

### EPICA/Dome C（ドームC）

EPICAとボストークコアの比較

南極のEPICAコアは、南緯75°東経123°（ボストークから560km離れている）の標高3,233mで掘削された。ドームC基地のすぐ近くである。この地点の氷の厚さは3,309+/-22mで、コアは深度3,190mまで掘削された。現在の年平均気温は-54.5℃で、雪の集積速度は25mm/yである。このコアについての情報は Nature（2004/June/10）で最初に報告された。
このコアは72万年前まで到達し、8回の氷期間氷期サイクルを明らかにした。
上の図は、EPICAとボストークから得られたδ18Oデータ（気温の指標。気温と負の相関がある）を示している。上のプロットはX軸が（1950年以前）の時間で、明らかにEPICA コアがボストークより昔の記録を示している。下のグラフは深度に対してプロットされており、コアの深部ではどの程度圧縮されているかを示す。EPICAコアの初期10万年はコアの底部100mに相当する。このコアはブリュンヌ/松山境界（およそ78万年前）までさかのぼる解析が進むことが期待されている。

### ドームふじ
南極大陸のドームふじ観測拠点において、日本隊も氷床ボーリングを行っている。この基地の位置は、氷床最高部にあるため、氷床下部においても、側方への流動が少なく良好な試料を得ることができる。第二期ドームふじ深層掘削計画によって3035.22mの氷床コア掘削を完了している。当初、最深部の氷の年代は100万年前と期待されたが、約70万年前ということが判明した。この原因は大陸岩盤からの熱が氷の融解を引き起こしている可能性が高いと考えられている。